# Kansas (Alabama)
Kansas – miasto w Stanach Zjednoczonych, w stanie Alabama, w hrabstwie Walker. W roku 2023 miasto zamieszkiwało 176 osób, a gęstość zaludnienia wynosiła 67,7 osoby/km².